# Norges arktiske universitetsmuseum og akademi for kunstfag
Norges arktiske universitetsmuseum og akademi for kunstfag är en norskt universitets- och museiorganisationsenhet inom Universitetet i Tromsø i Tromsø i Troms fylke (från 2020 Troms og Finnmark fylke) i Norge, vilken bildades januari 2019.
Norges arktiske universitetsmuseum og akademi for kunstfag är en del av Universitetet i Tromsø på fakultetsnivå och är resultatet av en sammanslagning av tidigare universitetsdrivna museer och den tidigare konstnärliga fakulteten. 

## Ingående institutioner
- Norges arktiske universitetsmuseum 
  - Tromsø Museum
  - Museifartyget M/S Polstjerna
  - Tromsø arktisk-alpine botaniske hage
- Musikkonservatoriet i Tromsø
- Kunstakademiet i Tromsø